# .ng
.ngは国別コードトップレベルドメイン（ccTLD）の一つで、ナイジェリアに割り当てられている。

## Second level domains
- com.ng – 商業用
- org.ng – 非営利組織用
- gov.ng – 政府機関用
- edu.ng – 学位授与機関用
- net.ng – ISPインフラ用